# Philippe Lemoine (affichiste)
 (août 2013).
 (août 2013).
Pour les articles homonymes, voir Lemoine.
Philippe Lemoine, né le 20 juillet 1956 à Port Harcourt (Nigeria), est un affichiste et artiste peintre français.

## Biographie
Philippe François Roger Lemoine naît 20 juillet 1956 à Port Harcourt au Nigeria. Pendant plus de dix années, il habite en Afrique avec ses parents, cela lui permettant d'obtenir un enrichissement culturel qui a influencé ses futurs travaux en tant que peintre. À cette même époque, il découvre des villes et des pays comme Dahomey, le Tchad, le Togo, le Kenya ainsi que Madagascar.
À son arrivée en France en 1967, Philippe Lemoine ne trouve guère de passion dans la poursuite de ses études. Cependant, malgré ce désintérêt initial pour les études, il se distingue par son assiduité et ses réalisations en travaux manuels et  dessin. A la fin de son second cycle, il intègre l'École supérieure des arts modernes à Paris.
Après avoir obtenu son diplôme, Philippe Lemoine entame sa carrière en travaillant pour un périodique équin, enchaînant par la suite divers contrats avec des agences spécialisées.
Animé par le rêve d'indépendance, il embrasse rapidement le statut de travailleur indépendant jusqu'à sa rencontre avec celui qui deviendra son mentor, René Ferracci.

## Carrière (Affichiste)
La rencontre avec René Ferracci s'avère être un véritable tremplin pour la carrière d'affichiste de Philippe Lemoine. Pendant de nombreuses années, cette collaboration est non seulement fructueuse, mais aussi enrichissante, marquant également la découverte du monde du cinéma. L'amitié qui lie le disciple à son maître connaît une fin abrupte en 1982 avec la disparition soudaine de ce dernier. Suivant la voie ouverte par Ferracci, Lemoine se lance alors en solo dans le domaine de la création.
Parmi ses réalisations, notons les affiches marquantes pour des films tels que Le Dernier Empereur et Un homme amoureux, qui lui valent une double nomination aux Césars de la meilleure affiche. Il est également l'auteur de centaines d'affiches pour le cinéma français, parmi lesquelles Trois hommes et un couffin, Fort Saganne, Camille Claudel, Les fantômes du chapelier, Rue barbare, Arthur Rimbaud, La Boom 2, Les Spécialistes, L'Année des méduses, Une chambre en ville, Promotion canapé, etc.
Référencé par la Cinémathèque française, cette dernière rassemble une grande partie de ses œuvres, qu'il signait uniquement de son prénom "Philippe" précédé du copyright.
Il convient de noter que Philippe Lemoine est membre de l'Académie des arts et techniques du cinéma.

### Affiches de cinéma
Une partie des affiches 
| Année | Films |
| ----- | --- |
| 1981  | Brel, Les Quarantièmes rugissants, Tag der Idioten (Le jour des idiots) |
| 1982  | Mortelle randonnée, Que les gros salaires lèvent le doigt!, Monsignor (Monsignore), Author ! Author ! (Avec les compliments de l’auteur), J'ai épousé une ombre, La Traviata, Le prix du danger, Le Démon dans l'île, Coup de foudre, La Boum 2, Le jeune marié, S.A.S. à San Salvador, Les Fantômes du chapelier, Effraction, L'Honneur d'un capitaine de Pierre Schœndœrffer, L'Indiscrétion de Pierre Lary, Le Camion de la mort, de Harley Cokeliss, Le Quart d'heure américain de Philippe Galland, Qu’est-ce qu’on attend pour être heureux ! de Coline Serreau, Une chambre en ville de Jacques Demy                             |
| 1983  | Circulez y'a rien à voir, Fort Saganne, L’ami de Vincent, Frances, Femmes de personne, Les parents ne sont pas simples cette année, Le Faucon, Eine Liebe in Deutschland - Un amour en Allemagne, Louisiane, Gorky Park, La Triche, Rue barbare, Les Fauves, The Star chamber (La nuit des juges), La Femme publique, Gwendoline, Le sang des autres, Debout les crabes, la mer monte !, de Jean-Jacques Grand-Jouan, Efter reptitionen (Après la répétition), Effraction de Daniel Duval, Garçon !, Joy de Sergio Bergonzelli, La Crime de Philippe Labro, Le Prix du danger de Yves Boisset, The Hit (Le tueur était presque parfait) |
| 1984  | L’été prochain, Marche à l’ombre, Le téléphone sonne toujours deux fois, L’Année des méduses, de Christopher Frank, La vie de famille, Tir à vue, Les spécialistes, Tranches de vie, Palace, Train d’enfer, L’amour en douce, La Nuit des juges de Peter Hyams |
| 1985  | Les loups entre eux, L’homme aux yeux d’argent, Le mariage du siècle, Bras de fer, Trois hommes et un couffin, Water (Ouragan sur l’eau plate), La dernière image, Chorus line, Une épine dans le cœur, La baston, Moi vouloir toi, L’état de grâce |
| 1986  | Le paltoquet, Les exploits d'un jeune Don Juan, Le dernier empereur, Nuit d’ivresse, Un homme amoureux |
| 1987  | L’enfance de l’art, Man on fire, La passerelle, Saxo, Les passagers de l’angoisse, The Hidden, Un Dieu rebelle |
| 1988  | Les cigognes n’en font qu’à leur tête, Le crime d’Antoine, Moitié moitié, Je suis le seigneur du château, La messe en si mineur, Baxter, L’orchestre rouge |
| 1989  | Arthur Rimbaud, une biographie, La vengeance d’une femme, Un jeu d’enfant, Martha et moi |
| 1990  | La tribu, Rue du Bac, Le cri de la roche, Les enfants du vent, Génial, mes parents divorcent |
| 1991  | La voix, La gamine |
| 1992  | L’écrivain public, Drôles d’oiseaux |
| 1993  | La lumière noire |

### Affiches de spectacles
- Affiche officielle du 44e festival de Cannes
- Logo officiel du 45e festival de Cannes
- Affiche La Rimb ou Rimbaud vu par sa mère[1]
- Affiche de la pièce de théâtre Les Palmes de monsieur Schutz, 2013

## Carrière (Artiste peintre)
Philippe Lemoine a toujours consacré une part significative de son temps à l'art de la peinture. Cependant, c'est dans les années quatre-vingt-dix qu'il s'y investit pleinement. À cette époque, l'informatique fait une percée croissante dans le monde professionnel, avec la publication assistée par ordinateur (PAO) devenant un outil incontournable pour les jeunes diplômés. Pourtant, Philippe perçoit cela d'un autre œil. Son regard d'artiste est indéfectiblement attaché au "coup de patte" du maître, une dimension qu'aucune technologie ne peut reproduire selon lui. Il refuse de se laisser entraîner dans un univers qui ne correspond pas au sien.
C'est ainsi que la peinture ressurgit avec force, devenant plus prégnante, mais aussi empreinte de tourments. Confronté à la maladie, Philippe combat celle-ci à travers ses pinceaux, faisant émerger les souvenirs de son enfance. On y retrouve d'abord des éléments ethniques, évoquant les scarifications, ainsi que les trois points de référence qui marquent désormais chaque tableau. Sa peinture porte non seulement sa signature mais également le sceau de l'artiste apposé à la cire.

## Décorations
Philippe Lemoine est chevalier de l'Ordre des Arts et des Lettres.